# WooCommerce
WooCommerce é um plugin open source de e-commerce para WordPress. Ele é projetado para comerciantes online de pequeno a grande porte usando o WordPress. Lançado em 27 de setembro de 2011, o plugin rapidamente tornou-se popular por sua simplicidade de instalação e de personalização.

## História
WooCommerce foi desenvolvido pela primeira vez pelo desenvolvedor de temas WordPress WooThemes, que contratou Mike Jolley e James Koster, desenvolvedores da Jigowatt, para trabalhar em um fork do Jigoshop que se tornou WooCommerce. Em janeiro de 2020, estimava-se que o WooCommerce era usado por cerca de 3,9 milhões de sites.
Em dezembro de 2020, o WooCommerce adquiriu o MailPoet, um popular plugin de gerenciamento de newsletter do WordPress.